# Miguel Magno
Miguel Magno (Rio de Janeiro, 28 de março de 1951 — São Paulo, 17 de agosto de 2009) foi um ator, diretor e autor brasileiro.
Filho de mãe mineira, com raízes indígenas e pai de origem italiana, ficou conhecido por interpretar papéis femininos. Magno chegou a fazer o papel de 11 personagens mulheres diferentes na peça Quem tem medo de Itália Fausta?.
Participou de diversas telenovelas e peças de teatro. Seu mais marcante personagem na televisão foi na telenovela A Lua me Disse, da Rede Globo, onde viveu o crossed-dresser Dona Roma.
Em Agosto de 2005, Miguel deu uma entrevista para a revista G Magazine, falando sobre o sucesso da personagem. E na mesma ocasião, também falou abertamente sobre sua homossexualidade.
Em 2009 Miguel Magno foi convidado por Miguel Falabella para fazer outra personagem mulher: a Dra. Perci, de Toma Lá, Dá Cá.
O ator morreu no dia 17 de agosto de 2009, em decorrência de um câncer, aos 58 anos de idade.

## Carreira artística

### Teatro
O ator teve consistente carreira teatral, como ator, diretor e dramaturgo. Foi membro do grupo Teatro Orgânico Aldebarã, na década de 1970
- 1975 - A Cidade dos Artesãos, de Tatiana Belinky, pelo Teatro Orgânico Aldebarã.
- 1978 - Do Outro Lado do Espelho, adaptação de Magno em parceria com Celuta Machado e Ricardo Almeida de Alice no Pais das Maravilhas de Lewis Caroll
- 1979 - Souzalândia, de Antônio Francisco e Roberto Lage
- 1979 - Quem Tem Medo de Itália Fausta?, de sua autoria em parceira com o ator Ricardo Almeida e direção de ambos. O espetáculo teve inúmeras montagens e remontagens desde então, incluindo a bastante conhecida da Cia. Baiana de Patifaria, que levou o nome de A Bofetada.
- 1992 - Porca Miséria, de Jandira Martini e Marcos Caruso, sob a direção de Gianni Ratto. No elenco: Jandira Martini, Marcos Caruso, Myriam Muniz, Renato Consorte e Regina Galdino.
- 1995 - Cinco X Comédia
- 2004 - O Que Leva Bofetadas

### Televisão
- 2009 - Toma Lá, Dá Cá.... Dra. Percy Lambert
- 2008 - Queridos Amigos.... Dorival
- 2007 - A Diarista.... Amintas Possolo / Marcelinho
- 2005 - A Lua Me Disse.... Dona Roma
- 2004 - A Diarista.... Amintas Possolo / Marcelinho
- 2003 - Os Normais.... dentista
- 2002 - Sabor da Paixão.... Aloisio
- 2001 - O Direito de Nascer.... comendador
- 2001 - Estrela-Guia.... Romeu
- 1996 - Dona Anja.... Neco
- 1990 - A História de Ana Raio e Zé Trovão.... Billy
- 1989 - Top Model.... Marvin Gaye
- 1988 - Armação Ilimitada .... Febe Camargo (paródia de Hebe Camargo)
- 1987 - Helena.... Rodolfo

### Cinema
- 2006 - Irma Vap.... pai de Camila
- 2002 - Lara.... Henrique

## Morte
O ator morreu no dia 17 de agosto de 2009, em decorrência de um câncer, aos 58 anos de idade. Estava internado desde julho, no Hospital Paulistano.